# Chaetodontoplus niger
Chaetodontoplus niger е вид бодлоперка от семейство Pomacanthidae. Видът не е застрашен от изчезване.

## Разпространение и местообитание
Разпространен е в Япония.
Обитава крайбрежията и скалистите дъна на морета и рифове. Среща се на дълбочина от 20 до 81 m.

## Описание
На дължина достигат до 25 cm.